# Каталонски овчар
Каталонски овчар (есп. Pastor catalán) је раса паса која се развила на каталонским Пиринејима. У почетку се раса користила за сточарство, али се временом опсег функција које је обављала значајно проширио.

## Историја расе
Место порекла расе: Каталонија
Први пиренејски овчарски пси појавили су се у 18. веку и постали одлични помагачи пастирима, постојано подносећи природне услове Пиринејских планина.
Каталонски овчар је 1911. године признат као једна од националних раса у Шпанији.
Године 1915, каталонски овчар по имену Пиар уписан је у родну књигу. До 1923. године у књигу су уврштена 4 представника расе, међу којима је и Милан, победник изложбе. Године 1929, на Међународној изложби паса одржаној у Барселони, регистровано је 6 представника ове расе. Победници изложбе - женка по имену Мрие и мужјак, син Милана - постали су прототип за развој првог стандарда расе, поднет Међународној кинолошкој федерацији ФЦИ и од ње одобрен. Тако је каталонски овчар постао прва шпанска раса која је стекла признање не само у земљи, већ и широм света.
Током Шпанског грађанског рата (1936–1939), каталонски овчари су служили као чувари животиња.
Упркос признању расе, каталонски овчари су се ретко појављивали на изложбама. На изложби у Мадриду представљена су само 2 пса. Укупно, у периоду од 1953. до 1979. године, на изложбама је учествовало 16 каталонских овчара. Од 1958. до 1968. раса се уопште није појављивала на изложбама. Касније је објављен научни рад о каталонском овчару, који је проучавао 44 пса из одгајивачнице у Мадриду и 33 пса испитана на Пиринејским планинама у Каталонији.
Каталонски пастирски пси Тас и Ирис на Међународној изложби паса у Барселони, 1929.
Педесетих година прошлог века, Леон Рафаел Сараса је почео да проучава расу на Одсеку за науку о животињама Ветеринарског факултета. Резултати рада објављени су 1957. године. Године 1962. Сараса се преселио у Мадрид и тамо организовао експериментални расадник на Факултету ветеринарске медицине. Из Ђироне је доведено 6 паса. Научни рад о каталонским овчарима креирала је Жозефина Авила, која је проучавала 44 пса из одгајивачнице и 33 овчара у њиховим природним стаништима.
Године 1965. раса је била на ивици изумирања. Каталонски овчар је спашен од изумирања уз помоћ представника расе који живе на селу и појединаца из одгајивачнице у Мадриду. 1974. године, на изложби паса у Паризу, каталонски овчар Унгос де Лакуетаниа освојио је титулу светског шампиона. Након тријумфалне победе, многи шпански узгајивачи су се заинтересовали за расу. Године 1982. промењен је стандард за каталонске овчаре. Савремени стандард је усвојен 2004. године.

## Изглед
Тело је моћно, уклапа се у правоугаоник. Грудни кош је дубок (достиже ниво лакатног зглоба). Леђа су равна. Сапи су благо нагнуте.
Удови су јаки. Шапе су овалне; задњи прсти имају панџе. Канџе и јастучићи су црни.
Дужина репа може досећи 10 цм. Ниско постављен, чупав. Постоје појединци који су безрепи од рођења.
Глава је јака, благо конвексна у паријеталном делу. Заустављање је јасно наведено. Мост носа је раван. Чело је равно, равно, ниско. Њушка је релативно кратка. Маказасти угриз.
Очи су округле, изражајне, тамно јантарне боје. Око њега је црни обод.
Уши су троугласте и зашиљене. Високо постављен, прекривен густом длаком. Мекана, спуштена дуж лобање.
Длака је чврсто припијена и оштра. Густа поддлака. Ту су бркови, брада, шишке и пухаста крагна. Лињање је двостепено; Прво опада предњи део тела, па задњи део. Крзно на шапама може бити благо таласасто. Према подкатегорији расе, длака може бити мање или више дуга.
Најтипичније боје су браон, браон и сива. Сабле и јелен су прихватљиви. Постоји тробојна - црна са црвено жутим и белим ознакама. Декорација косе је обично бела, сива, цигла, црна. Удови су обично светлије боје. Са светлом бојом, на лицу је тамна маска.
Постоје две врсте каталонског овчара - дугодлаки и ређе краткодлаки .

## Темперамент
Каталонски овчар је одличан породични пријатељ. Веома стрпљив са децом. Према странцима се односи уздржано и може постати агресиван када му прете. Веома је самостална у доношењу одлука, али то не омета успешан тренинг. Каталонски овчари успешно наступају на такмичењима у агилитију.

## Одржавање и нега
Каталонски овчар лако подноси хладноћу, па може спавати напољу у одгајивачници. Може се прилагодити како за стан тако и за кућу са окућницом. Препоручују се дуге шетње и физичка активност. Длаку је потребно редовно чешљати.

## Здравље
Каталонски овчари су подложни дисплазији карлице дренажни спојеви. Просечан животни век је 12-14 година.